# New age (musik)
New age är en musikgenre och en nyandlig strömning som är speciellt omtyckt av New Age-anhängare. Den kännetecknas av meditativa stämningar, synthar och världsmusikinfluenser. New age-musiken började växa fram i slutet av 1980-talet.

## Artister och band inom musikgenren new age
- Bandari
- Brian Eno
- Enigma
- Enya
- Era
- Gandalf (född Heinz Strobl)
- Jean Ven Robert Hal
- Jean Michel Jarre
- Daniel Kobialka
- Ralph Lundsten
- Loreena McKennitt
- Mikael Nordfors
- Mike Oldfield
- Love Orchestra
- Secret Garden
- Tangerine Dream
- Andreas Vollenweider